# Gonomyia (Leiponeura) carrerai
Gonomyia (Leiponeura) carrerai is een tweevleugelige uit de familie steltmuggen (Limoniidae). De soort komt voor in het Neotropisch gebied.